# Желязна-Жондова
Желязна-Жондова (пол. Żelazna Rządowa) — село в Польщі, у гміні Єднорожець Пшасниського повіту Мазовецького воєводства.
Населення — 464 особи (2011).
У 1975-1998 роках село належало до Остроленцького воєводства.

## Демографія
Демографічна структура станом на 31 березня 2011 року:
|          | Загалом | Допрацездатний вік | Працездатний вік | Постпрацездатний вік |
| -------- | ------- | ------------------ | ---------------- | -------------------- |
| Чоловіки | 253     | 56                 | 168              | 29                   |
| Жінки    | 211     | 52                 | 116              | 43                   |
| Разом    | 464     | 108                | 284              | 72                   |